# 格拉傑尼齊
46°35′55″N 29°59′52″E / 46.59861°N 29.99778°E
赫拉德尼齊（烏克蘭語：Градениці）是位於烏克蘭西南部的村莊，由敖德萨州敖德萨区的比利亞伊夫卡市鎮負責管轄。該村始建於1790年，面積10.06平方公里，海拔高度12米，2001年人口4,668，人口密度每平方公里464.02人。